# Myher Markosjan
Myher Markosjan (orm. Մհեր Մարկոսյան; ur. 7 kwietnia 1999) – ormiański zapaśnik walczący w stylu wolnym. Brązowy medalista igrzysk wojskowych w 2019. Drugi na wojskowych MŚ w 2021. Wicemistrz Europy juniorów w 2019. Trzeci na ME kadetów w 2017 roku.